# Alleyrat (Corrèze)
Alleyrat (Alairac auf Okzitanisch) ist eine französische Gemeinde mit 103 Einwohnern (Stand 1. Januar 2022) im Département Corrèze in der Region Nouvelle-Aquitaine. Die Einwohner nennen sich Alleyratois(es).

## Geografie
Die Gemeinde liegt im Zentralmassiv auf dem Plateau de Millevaches und somit auch im Regionalen Naturpark Millevaches en Limousin.
Tulle, die Präfektur des Départements, liegt ungefähr 65 Kilometer südwestlich, Égletons etwa 30 Kilometer südwestlich und Ussel rund 10 Kilometer südöstlich.
Nachbargemeinden von Alleyrat sind Saint-Germain-Lavolps im Norden, Chaveroche im Osten, Saint-Angel im Süden sowie Meymac im Westen.

### Verkehr
Der Ort liegt ungefähr zehn Kilometer nordwestlich der Abfahrt 23 der Autoroute A89.

## Wappen
Blasonierung: In Gold ein blauer Schrägbalken mit drei silbernen Lilien.

## Einwohnerentwicklung
| Jahr      | 1962 | 1968 | 1975 | 1982 | 1990 | 1999 | 2007 | 2016 |
| Einwohner | 103  | 130  | 102  | 83   | 96   | 99   | 103  | 95   |

## Sehenswürdigkeiten
- Kirche Saint Pierre, ein Sakralbau aus dem 14. Jahrhundert[2]

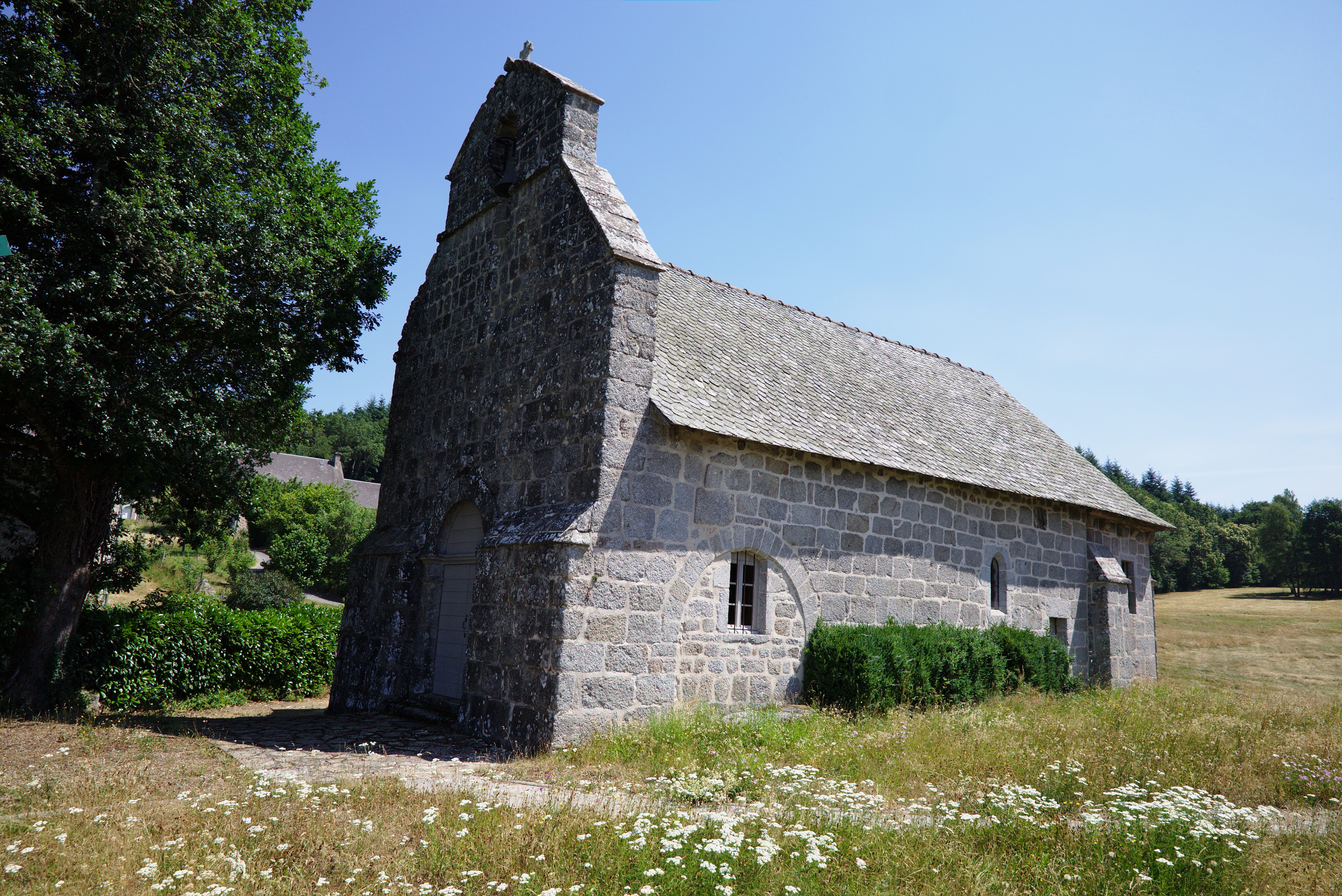
Kirche Saint Pierre